# Djupdalshagen
Djupdalshagen este o arie protejată (arie specială de conservare — SAC, sit de importanță comunitară — SCI) din Suedia întinsă pe o suprafață de 8,5 ha, integral pe uscat.

## Localizare
Centrul sitului Djupdalshagen este situat la coordonatele 59°08′31″N 16°55′16″E / 59.142°N 16.9212°E.

## Înființare
Situl Djupdalshagen a fost declarat sit de importanță comunitară în iulie 2000 pentru a proteja un număr necunoscut de specii din flora spontană și fauna sălbatică aflate în arealul zonei. Situl a fost protejat și ca arie specială de conservare în martie 2011.

## Biodiversitate
Situată în ecoregiunea boreală, aria protejată conține 1 habitat natural: Păduri fino-scandinave bogate în ierburi cu Picea abies.
La baza desemnării sitului se află un număr nedeclarat de specii protejate.